# Là-haut (roman, 1897)
Pour les articles homonymes, voir Là-haut.
Là-haut est un roman d’Édouard Rod publié aux éditions Perrin à Paris et aux éditions Payot à Lausanne en 1897.

## Intrigue
Julien Sterny, 30 ans, suisse d’origine vivant à Paris, est un homme blessé. Depuis que le mari de sa maîtresse, assassinée par ce premier devant ses yeux, est acquitté, il vit une existence morose et vide. En proie à une neurasthénie aiguë, il n’a plus goût à rien. Il a voyagé aux quatre coins de la Suisse en quête de distraction, mais en vain. Il en parle à un compagnon de table dans le restaurant d’un hôtel, le peintre George Croissy, qui lui conseille d’aller à Vallanches, un petit village méconnu du Bas Valais, pour se ressourcer. Sans grande conviction, Sterny se rend en train jusqu’à Servièze, petite station valaisanne, et monte à pied à Vallanches. Il y découvre une communauté surprenante nichée dans un coin retiré des Alpes.

## Résumé

### Première partie
Julien Sterny, en quête de distraction, rencontre dans un hôtel le peintre George Croissy. Ce dernier, habitué de Vallanches, lui conseille de se retirer dans la petite station valaisanne de la « [vraie] Suisse des villages alpestres [loin de la] Suisse des étrangers ». Suivant le conseil du peintre, Julien Sterny prend le train jusqu’à la station de Servièze et rejoint Vallanches à pied.
Il découvre à Vallanches un village harmonieux et paisible, qu’il compare pourtant à une « ménagerie » lors de son premier repas à l’hôtel du Chamois. Il fait très vite la connaissance de Firmin Volland, un professeur au collège de Vevey, lyonnais d’origine, grand habitué de Vallanches et très respecté par les indigènes. Avec Volland, Sterny se mêle à la vie villageoise. Selon le conseil de Volland, il quitte sa chambre d’hôtel pour aller loger chez l’habitant, chez M. et Mme Jumieux. Il remarque également Madeleine Vallée, une jeune fille à la fois belle et rayonnante et sévère et froide. Cette jeune fille, orpheline, est sous le tutorat légal de son oncle et sa tante, M. et Mme Vallée. Cette dernière, vulgaire, jalouse et vaniteuse, garde sous son joug la jeune fille dont elle envie l’héritage.
On découvre en parallèle la communauté très fermée de Vallanches, qui vit pourtant de grands moments de réflexion sur l’ouverture du village au « tourisme de masse » comme à Zermatt. Les discussions entre ambitieux et conservateurs foisonnent.
Prisonnière de sa tante despotique, Madeleine est exclue de toute conversation. Sterny, qui s’est très vite associée à elle, tente cependant par quelques approches audacieuses auprès de Mme Vallée, d’entamer la discussion avec Madeleine. Il s’éprend très vite d’une passion particulière, réservée, pour la jeune fille, qui s’apparente au début à un simple attrait. Réciproque, ce sentiment est ignoré par les intéressés au début. Ils sont pourtant liés par la même agitation de leur âme ; ensemble, ils se sentent en paix.
Lors d’une course en montagne, M. Vallée discute avec Sterny et découvre que ce dernier est l’homme, l’amant, du crime passionnel qui a défrayé la chronique quelque temps plus tôt. Il jure à Sterny de garder ce secret pour lui. Il n’empêche, cela ravive le sentiment de mal-être chez Sterny ; et « voilà qu’au lieu de l’oubli espéré, [la montagne] réveillait ses souvenirs ».
Au retour de cette course, Julien et les autres personnes ayant participé à la course apprennent que Vallanches a brûlé. Cet incident accélère la métamorphose du « vieux Vallanches » et un village touristique moderne, à tel point que « le sinistre devint presque une bonne affaire ».

### Deuxième partie
En cette fin d’été mouvementée, la construction d’un Vallanches nouveau, moderne, en adéquation avec un programme économique basé sur le tourisme, commence. Quant à lui, Julien Sterny part en ne pensant ne plus revenir par peur d’être découvert. Les Vallée partiront peu après. Des ouvriers italiens affluent, créant un malaise constant qui agite Vallanches pendant l’hiver. Le printemps suivant, c’est au tour d’ingénieurs, menés par l’allemand Flammans, de venir à Vallanches pour étudier un projet de chemin de fer. D’abord opposés à leur venue, sabotant tantôt leur travail, les Vallanchais se rallient finalement à leur cause ; et ce, grâce au soutien de Rarogne, un ambitieux promoteur immobilier, qui fait miroiter aux habitants le rêve de grandes richesses. Volland, amer, constatera que les Vallanchais « s’ouvr[aient] à des appétits jusqu’alors contenus, [à des] passions de lucre qu’avait si longtemps réprimées leur existence de labeur âpre ». Malgré le plaidoyer de Volland contre Rarogne pour raisonner les Vallanchais, la métamorphose sera déjà grandement avancée l’été suivant, avec la construction de l’hôtel du Florent par les Clêvoz. Le projet de chemin de fer est également accepté lors d’une Assemblée générale ; le préavis favorable du Conseil communal à la concession que demande la compagnie de chemin de fer étant accepté par un vote populaire.
Julien Sterny arrive à Vallanches la semaine suivante, après une année d’errance qui l’a fait voyager d’Italie à Brigue. S’il n’est pas totalement guéri, les images fatales disparaissent un peu, et il pense que Vallanches est pour quelque chose dans ce premier pas vers la délivrance. Charmé par Madeleine à qui il a fait ses adieux en jouant l’indifférent, il perçoit en elle une possibilité de salut et de joie. Bien qu’il ne pense plus la revoir, ses sentiments le poussent à revenir à Vallanches, quoiqu’avec la peur de savoir son secret dévoilé. Il retrouve sa chambre chez les Jumieux. Sterny apprend par la famille Adeline, qui connaît bien la famille Vallée, que cette dernière se trouve en vacances à Lestral, une station de montagne moderne. Il y partira en quête de Madeleine mais en reviendra bredouille.
À la même époque, se produit l’épisode du policier allemand (l’affaire Wohlgemuth) qui ébranle les relations helvético-allemandes et qui fait naître la peur d’un partage de la Suisse. Cette affaire fait naître des réticences chez les Vallanchais. Ils voient désormais le chemin de fer comme un moyen de « ferrer » les Alpes à dessein militaire. Mais, après quelque temps de grande tension, Charles Gay règle le problème et les craintes s’estompent aussi vite qu’elles sont venues.
Vient alors la fête des vignerons de Vevey, grande fête « que chaque génération ne célèbre qu’une fois », à laquelle tout Vallanches participe. Sterny y prend également part. Avec les Vallanchais, il se sent un « atome d’un être collectif » ; ce qui le libère de son profond mal-être. Sa passion pour Madeleine se fait en revanche plus pressante. Il l’entrevoit d’ailleurs à un moment ; ils s’échangent brièvement quelques mots, mais sans plus. Mille questions naissent alors dans l’esprit de Sterny.

### Troisième partie
La troisième partie débute avec un hiver rigoureux, qui arrête momentanément les travaux à Vallanches. Au printemps, l’hôtel du Florent, bâti par les Clêvoz à la place de leur antique chalet, est prêt. Les frais dépassent cependant les prévisions et le fils Clêvoz emprunte à tour de bras, sans l’aval de son père, à Frédéric-Élie, Am Fuess et Rarogne. Il ploie pourtant très vite sous le poids des dettes.
L’été voit Madeleine arriver seule. Après une tentative de fugue l’année précédente, elle a enfin pu se défaire de l’emprise de sa tante en réclamant ses comptes de tutelle par voie juridique à sa majorité à 21 ans. Averti de la présence de Madeleine, Sterny arrive quelques jours plus tard, après une année de vagabondage entre la Tunisie, Vevey, où il est allé voir Volland, et d’autres destinations. Volland, au courant des liens invisibles qui lient Sterny à Madeleine, sert de médiateur, de bon samaritain.
Sterny et Madeleine, « qui s’aiment déjà sans savoir presque rien l’un de l’autre », passe leur temps ensemble pour apprendre à se connaître, se livrer à des confidences, parler de leurs rêves et de leurs histoires personnelles. Mise au courant par M. Vallée, Madeleine est connaît l'histoire du drame de Sterny. Elle attend désormais la confession, qui pourtant ne vient pas. Le poussant à l’aveu, elle découvre l’horrible secret de Sterny : ce dernier a vécu « sans amour les drames les plus violents de l’amour ». Cette révélation jette un froid dans leur relation. En dépit de la tentative de Volland de calmer les sentiments négatifs et pessimistes de Sterny, celui-ci part le lendemain sans dire au revoir à Madeleine. Le jour même, Volland part avec Maurice Combe et César Cascatey pour une course en montagne des plus périlleuses. Après deux jours de marche et de grimpe, plusieurs obstacles évités, le groupe réussit la conquête de la Tour-aux-Fées. Victime d’une rupture de la roche, Volland meurt dans une terrible chute qui enterre son corps dans l’éboulis.

### Quatrième partie
La saison se termine mal. Après la mort de Volland, les Clêvoz doivent licencier leur personnel, faute de revenus suffisants. Vendant leurs dernières terres, ils arrivent payer encore quelque temps leurs intérêts. L’hôtel sera pourtant mis en vente par autorité de justice l’année suivante. Les plus entreprenants, comme Élise Allet, François-David Ponchet ou le président Combe notamment, tenteront de tirer profit de la mésaventure des Clêvoz en rachetant l’établissement à bas prix. Ce sera pourtant Rarogne, en mettant l’enchère la plus haute, qui remportera l’hôtel, consolidant ainsi son assise sur la Vallanches moderne en train de se dessiner. Les Vallanchais mesurent alors la portée de cette « marée du progrès » qui s’abat sur leur village depuis quelques années, sans les avoir inquiéter jusqu’alors. Ils sentent la menace pour la vie communautaire, qui a résisté à tout depuis longtemps. Mais la machine est depuis longtemps en marche et il est impossible de la faire arrêter. La mainmise de Rargone devient plus importante encore avec les travaux des chemins de fer qui vont débuter. En effet, il est le principal actionnaire.
L’accalmie qui découle de la prise de conscience des Vallanchais ne dure pas longtemps, « car il y avait comme un levain qui travaillait le village, comme une force invisible qui le poussait vers de nouvelles destinées ». À l’été, la métamorphose est achevée : plusieurs chalets sont construits, les travaux des chemins de fer ont commencé, Rarogne a ouvert un deuxième hôtel. L’ancien village a disparu au profit de la station voulue par Rarogne. Dès lors, les habitants sont à la botte de l’entrepreneur. Les places sont refaites, les vieilles bâtisses détruites, etc. Les habitués, comme Mme Sauge, pleurent la mort du « vieux Vallanches ». Dans la foulée, l’état de santé de « Vieille-Suisse » se détériore de jour en jour. Il mourra avant la fin du récit. Contrairement à ce qu’il a dit à Volland l’année précédente, Sterny revient à Vallanches cette année-là. Il reprend sa chambre chez les Jumieux et attend la venue de Madeleine, sans savoir pourtant si elle viendra.
Approche alors le 1er août qui célébrera les six siècles du pacte fédéral. La fête sera célébrée en grande pompe à Vallanches, comme partout en Suisse. La veille de la fête, alors qu’il est habité par ses propres sentiments, Sterny voit Madeleine arriver. Cette venue salvatrice est le signe du pardon qu’elle lui accorde et de l’amour qu’elle lui porte. Le lendemain, le passé sombre de Sterny est oublié ; l'homme est libéré du poids de ses souvenirs. La fête peut alors commencer pour Sterny et Madeleine, dont l’amour réciproque les gonfle d’un bonheur salutaire.
Cette dernière journée du roman voit paradoxalement le passé s’éteindre, avec la mort de « Vieille-Suisse ».

## Liste des personnages
La distinction faite ici entre « personnages principaux » et « personnages secondaires » est partiellement subjective.

### Personnages principaux
- Julien Sterny : homme de 30 ans habitant à Paris, originaire de Suisse[16], travaillant au contentieux d’un grand établissement de crédit. Brisé par le drame qu’il a vécu, il est diagnostiqué comme en proie à une « neurasthénie aiguë, provoquée par une émotion violente et entretenue par de persistantes préoccupations »[1]. Il voyagera çà et là avant d’arriver à Vallanches où il fait la connaissance de bon nombre d’indigènes et de fidèles habitués du village, dont Firmin Volland, avec lequel il se lie d’amitié, et Madeleine Vallée, dont il tombe amoureux.
- Élise Allet : gérante de l’auberge du Chamois.
- Frédéric-Élie Boson : habitant de Vallanches.
- Fritz Boson : fils de Frédéric-Élie.
- César Cascatey : portier d’hôtel et guide de montagne à Vallanches.
- Joseph Cascatey : cousin de César, facteur surnuméraire pendant les mois d’été, il est transporteur de personnes et de bagages à son compte.
- Gaspard Clêvoz : fils de « Vieille-Suisse », il se lance dans l’hôtellerie avec le chalet familial mais se retrouve très vite sans argent. L’hôtel sera racheté par Rarogne.
- Henri-David « Vieille-Suisse » Clêvoz : plus vieil habitant de Vallanches, « un vieux de la vieille, un vrai valaisan des temps anciens »[17], il meurt à la toute fin du roman.
- François Combe : cousin du président de Vallanches.
- Maurice Combe : doyen des guides de montagne de Vallanches, compagnon habituel de Volland lors de courses alpines, à qui il loue d’ailleurs une chambre lors de ses séjours à Vallanches.
- Président Combe : président de Vallanches.
- Flammans : ingénieur wurtembergeois, chef du projet de chemin de fer dont le rôle est de gagner la contrée au projet.
- Frisquine Jordane : demoiselle orpheline s’occupant seule de ses deux jeunes frères.
- M. Jumieux : habitant de Vallanches, il loue une chambre de son chalet à Julien Sterny quand ce dernier monte à Vallanches.
- Mlle Marthe Lechesne et Mlle Marie Baudoir : inséparables vieilles filles d’Yverdon-les-Bains, habituées de Vallanches, elles sont quelque peu mal vues de la population pour offrir des traités de propagande protestantes aux jeunes filles du village.
- Lindmann : ingénieur zurichois détaché à l’étude du terrain dans le cadre du projet de chemin de fer, il est fraîchement diplômé de l’EPFZ.
- Alexis « Petit-Gris » Ponchet : tenancier de l’hôtel de la Dent-Grise.
- François-David Ponchet : habitant de Vallanches, cousin germain d’Alexis.
- Balthazar Prêlaz : vieux braconnier de Vallanches.
- George-Étienne « Pecca-Fava » Prêlaz : frère de Balthazar, commerçant de lait de chèvre.
- Antoine de Rargone : riche et ambitieux promoteur immobilier[16], issu d’une grande famille valaisanne tombée dans l’oubli.
- Nanthelme Testaz : cabaretier à Vallanches.
- Frédéric Vallée : mari de Mme Vallée et frère d’Oscar, médiocre avocat genevois.
- Jules Vallée : fils de M. et Mme Vallée.
- Madeleine Vallée : jeune fille de 20 ans, fille d’Oscar Vallée, nièce de M. et Mme Vallée, sous la tutelle de ces derniers depuis la mort de ses parents.
- Mme Vallée : femme de Frédéric Vallée et tante despotique de Madeleine, dont elle a la tutelle depuis la mort des parents.
- Vergus : ingénieur zurichois détaché à l’étude du terrain dans le cadre du projet de chemin de fer, il est fraîchement diplômé de l’EPFZ.
- Firmin Volland : lyonnais d’origine venu en Suisse dans sa jeunesse, professeur au collège de Vevey, président à plusieurs reprises de la section des Diablerets du Club alpin suisse, collaborateur estimé de l’Écho des Alpes, passionné de montagne, grand défenseur de l’Alpe et fidèle habitué de Vallanches.

### Personnages secondaires
- Famille Adeline : famille genevoise envoyée à Vallanches par les Vallée.
- Julien Cascatey : frère cadet de Joseph, cousin de César.
- Reine Cascatey : femme de César Cascatey ; leur fille porte le même nom.
- George Croissy : peintre. Il rencontre Julien Sterny dans un hôtel de la Jungfrau à qui il conseille d’aller à Vallanches.
- M. le curé : curé de Vallanches.
- Am Fuess : banquier à Martigny.
- Charles Gay[6] : conseiller fédéral, vice-président de la Confédération puis président l’année d’après.
- Claude Jacquot : voiturier de Servièze.
- Mme Jumieux : femme de M. Jumieux.
- Juste Peney : jeune avocat lausannois habitué de Vallanches.
- Jacques Planteau : fidèle et mystérieux habitué de Vallanches.
- Pierre Poigne : maître d’école à Vallanches.
- Jodoc Riédi : habitant de Trecou, un hameau situé en dessus de Vallanches, fils aîné de la famille.
- Rosine : fille de chambre de l’hôtel du Florent.
- Mme Sauge : femme septuagénaire, habituée de la première heure de Vallanches.
- Sergine : russe d’origine, médecin à Neuchâtel, il cherche à construire un chalet à Vallanches depuis des années.
- Tartinelli : entrepreneur tessinois.
- Mlle Topin : institutrice en vacances à Vallanches.
- Oscar Vallée[18] : frère de Frédéric, père de Madeleine, brillant et riche commerçant à Lyon, il meurt avec son épouse, la mère de Madeleine, dans un accident de chemin de fer.

## Réception de l’œuvre et postérité

### Publication
À sa publication, Là-haut a suscité un certain engouement et a été très apprécié. Le critique Victor Giraud n’hésitera pas à décrire Édouard Rod comme « l’un des maîtres de l’heure ». Étonnamment pourtant, Là-haut, comme l’ensemble de l’œuvre romanesque de Rod, disparaîtra de la mémoire littéraire. Pourtant, de par son caractère moderne le roman a été réédité en 1997 dans la collection Poche/Suisse.

### Modernité du roman
Un siècle après sa publication, Là-haut revêt un caractère autre que distractif. Quasi prophétique, le monde dépeint par Édouard Rod ouvre la porte à trois niveaux de lecture :
- Historique : le roman met en lumière la mentalité et les débats qui ont lieu à l’époque où les vallées alpestres s’ouvrent au tourisme.
- Ethnographique : l’auteur fait la description d’un village de montagne, avec ses habitants, ses mentalités, ses caractères et ses mœurs.
- Littéraire :
  - Dans sa forme : roman à clef.
  - Dans ses thèmes : le roman se construit autour de deux trames narratives, l’histoire de Julien Sterny d’une part, l’histoire d’un village en métamorphose d’autre part.
  - Dans son écriture[21].

Mais le caractère le plus moderne du roman réside dans la distinction d'une conscience « pré-écologique » naissante et dans les balbutiements d'une volonté de défendre la montagne.